# Rauda, Lettland
Rauda är en by i Smārde socken i Engure kommun i västra Lettland. Byn ligger cirka 60 kilometer väster om huvudstaden Riga på en höjd av 102 meter över havet och antalet invånare är 390.

## Geografi
Terrängen runt Rauda är huvudsakligen platt. Rauda ligger uppe på en höjd. Runt Rauda är det glesbefolkat, med 13 invånare per kvadratkilometer. Närmaste större samhälle är Tukums, 4,9 km söder om Rauda. I omgivningarna runt Rauda växer i huvudsak blandskog.

### Klimat
Årsmedeltemperaturen i trakten är 4 °C. Den varmaste månaden är juli, då medeltemperaturen är 18 °C, och den kallaste är januari, med −11 °C.
1. ↑  Framräknat ur variansen i alla höjduppgifter (DEM 3") från Viewfinder Panoramas, inom 10 km radie.[2] Mer om algoritmen finns här: Användare:Lsjbot/Algoritmer.